# Gris du Périgord

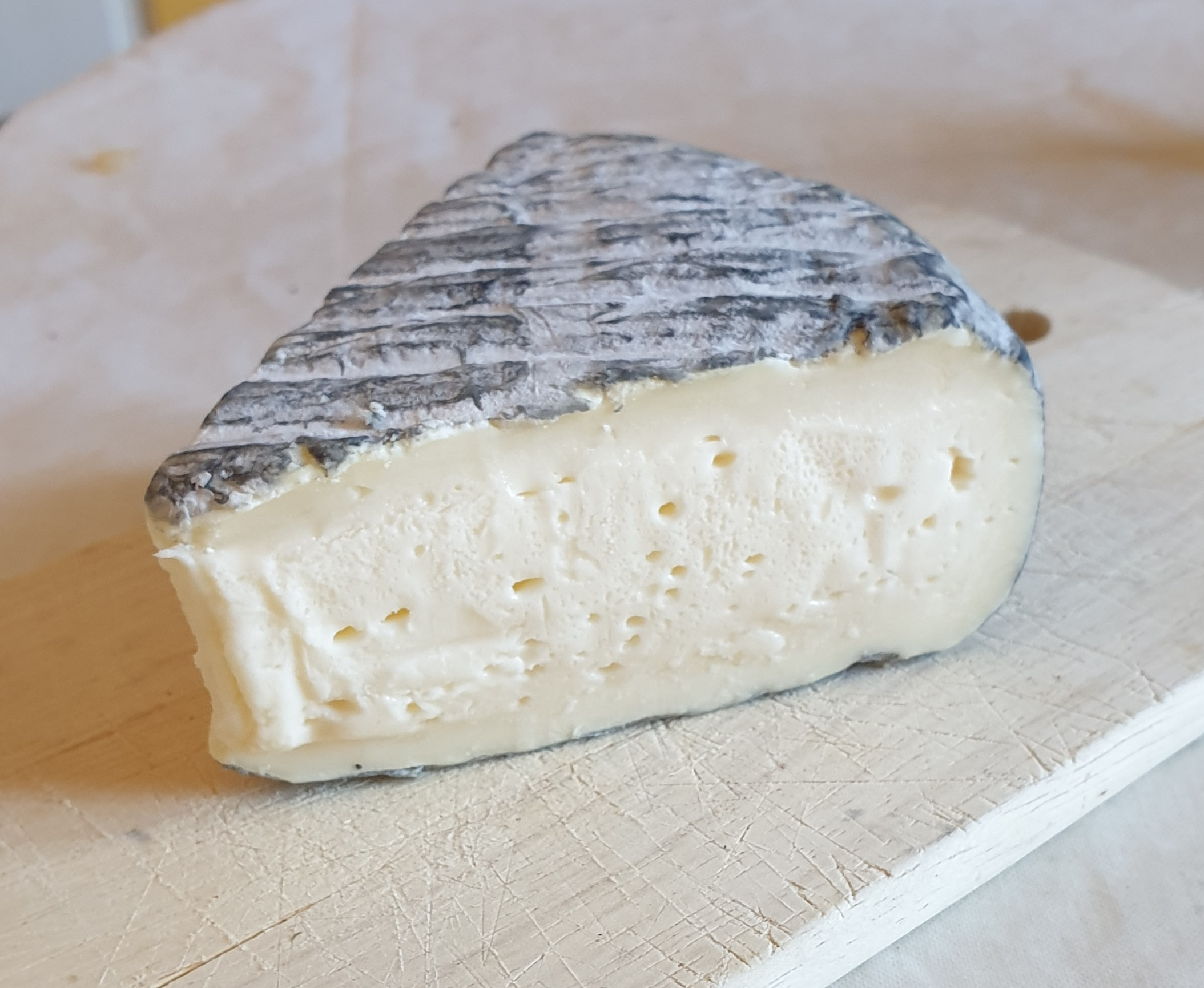
Morceau de Gris du Périgord

Le Gris du Périgord est une marque commerciale désignant un fromage industriel français à pâte molle au lait de vache pasteurisé fabriqué à la fromagerie de Saint-Antoine-de-Breuilh dans le département de la  Dordogne. Sa croute grise est obtenue par coloration avec du charbon végétal. Il est composé à 27% de matières grasses.